# 小行星8852
小行星8852（8852 Buxus）是一颗绕太阳运转的小行星，为主小行星带小行星。该小行星于1991年4月8日发现。

## 轨道参数
小行星8852的轨道半长轴为2.2872190 UA，离心率为0.181。